# Дубешти (Тимиш)
Дубешти (рум. Dubești) насеље је у Румунији у округу Тимиш у општини Охаба Лунга. Oпштина се налази на надморској висини од 248 m.

## Прошлост
Аустријски царски ревизор Ерлер је 1774. године констатовао да место припада Лунгшком округу, Лугожког дистрикта. Становништво је било претежно влашко. Године 1797. ту је службовао румунски свештеник.

## Становништво
Према подацима из 2002. године у насељу је живело 316 становника.

### Попис2002.
| Расподела становништва по националности 2002.‍ | Расподела становништва по националности 2002.‍ | Расподела становништва по националности 2002.‍ | Расподела становништва по националности 2002.‍ | Расподела становништва по националности 2002.‍ |
| --------------------------------------------- | --------------------------------------------- | --------------------------------------------- | --------------------------------------------- | --------------------------------------------- |
|                                               |                                               |                                               |                                               |                                               |
| Румуни                                        | Румуни                                        |                                               | 311                                           | 98,4%                                         |
| Украјинци                                     | Украјинци                                     |                                               | 5                                             | 1,6%                                          |